# Sinularia dissecta
Sinularia dissecta är en korallart som beskrevs av Tixier-Durivault 1945. Sinularia dissecta ingår i släktet Sinularia och familjen läderkoraller. Inga underarter finns listade i Catalogue of Life.